# Stars!
Stars! — пошаговая стратегическая компьютерная игра, основанная на управлении планетами и флотами кораблей согласно 4X модели. В игре используется принцип параллельности процесса хода (игроки одновременно отдают команды своим расам, с последующим их синхронным выполнением в процессе совершения хода).

## История
Игра разработана Джеффом Джонсоном (англ. Jeff Johnson) и Джеффом Мак Брайдом (англ. Jeff McBride) в 1995 году и имеет существенное последующее развитие и историю. В 1996-м году выходит версия 2.0, а в конце этого же года появляется версия 2.6, после которой игра осталась фактически неизменной, сопровождаясь только множеством обновлений (последняя версия 2.7j RC4 выпущена в декабре 2000 года и является совместимой с версиями 2.6).

## Способы проведения игры
Stars! хорошо приспособлена к многопользовательской PBEM игре, когда игра ведётся посредством раздачи сгенерированного хода неким узлом (хост) игрокам. Игроки, получив данный ход, должны сделать определенные своей политикой действия и, сохранив игру в файл, отослать его хосту. Далее хост проводит генерацию, в процессе которой в игре проходят активные действия в соответствии с присланными инструкциями, и рассылает результаты игрокам. И так по кругу.
Хостом может является как конкретный игрок, так и некий запущенный сервер (например Stars! Autohost). В случае, когда хостом является человек, то он проводит все генерации вручную. Сервер же позволяет автоматизировать генерацию, показывать текущее состояние хода, назначать и показывать график игры и пр.
Множество игр проводится со скоростью 1 генерации в день, что позволяет адекватно проводить обдумывание стратегии для каждого хода. В случае больших игр популярен график в 3 хода в неделю, когда галактическая империя достаточно велика и при этом требуется постоянная дипломатия.
В игре есть также достаточно разумный ИИ, который может принимать участие в играх. С ним возможен вариант игры одного игрока и часто этот вариант используется при подготовке к мультиплеерным играм.
Ещё одним способом игры является «Блиц», когда ход проходит в течение приблизительно 15 минут, все игроки одновременно подключены к директории хоста и производят автоматическую заливку ходов на сервер. Сервер же находится в автоматическом режиме и проводит генерацию по приходе всех ходов.
Во время мультиплеерной игры возможны варианты игр:
- 1 на 1 (дуэль);
- обучающая (множество новичков играют против одного-двух опытных игроков);
- альянсовой (например 2 игрока против 2х и каждая пара в альянсе);
- без предальянсов (запрещается создавать союзы до игры и всё решается во время игры);
- вообще без союзов (запрещается создавать альянсы, передавать технологии и пр. — полная игра сам за себя);

## Системные требования
- Microsoft Windows 3.x, 95 или NT, работает и в Win-сессии в OS/2.
- 4Мб ОЗУ (8 Мб рекомендуется).
- 6Мб на диске для программы и помощи к ней.
- Цветной монитор в 256 цветов.
  - 640x480 — минимальное разрешение экрана.
  - 800x600 — минимальное рекомендованное разрешение экрана.
  - 1024x768 или лучше — более удобный обзор в игре.

На 64 битной Windows игра не запускается.

## Игровой мир
В момент старта раса находится в неком родном мире, где имеется малая, но развивающаяся популяция, базовая промышленность и фундаментальная технология. На орбите родной планеты находится звездная база, способная строить корабли и обеспечивать начальную планетарную защиту. Мир каждого игрока (как ИИ, так и человека) имеет аналогичные свойства.
Во время игры происходит разведка, колонизация и освоение других планет, на которых возможно формирование различных построек, орбитальных станций, кораблей и изучение новых технологий. В процессе галактической гонки происходят контакты между расами, что выливается в союзы и в конфликты за ресурсы, планеты, технологии. В конечном итоге выигрывает тот, кто выполнит условия победы, которые согласуются и заключаются на старте партии (например, победить всех в галактике, захватить большую часть планет, иметь наибольшую производительность к указанному году и пр.).
Stars! обладает основательной математической базой и для успешной игры желательно понимать её законы развития, так как они точны и по большей части выражены в ряде формул. При этом игра считается хорошо сбалансированной и наполненной множеством возможных проводимых стратегий и тактик, что послужило одной из причин её популярности.
В мультиплеерной игре важную роль играет дипломатия, что приводит в игре к более стратегическим подходам и принципам действия.
Особенное разнообразие игре придает гибкость задаваемых правил и вариантов проведения партии. В классическом случае необходимо без предварительных договоренностей победить всех. Но возможны такие варианты, как создание альянсов на этапе подготовки партии (что позволяет создавать взаимодополняющие по особенностям рас союзы), создание различных звездных карт, игра только оружием низких технологий, проведение «прыжков» в игре (генерация сразу нескольких лет) и многое другое.

## Описание игрового процесса
Игровой процесс Stars! включает территориальную экспансию, управление экономикой, развитие технологий, военные действия; дипломатия, используется как правило, только в многопользовательской игре. Цель — абсолютное доминирование в галактике (опять же, как правило). Серьёзные требования предъявляются к расчетливости, интуиции и хладнокровию игрока, а также ко вниманию и терпению, поскольку приходится контролировать множество сложно связанных факторов.

## Подготовка к игре
Главное меню игры весьма интуитивно и лаконично: новая игра, открыть, выйти из программы, а также кнопка быстрого открытия последней игры.
В начале игры гейм-мастером задаются условия проведения игры: размер вселенной, сложность, условия победы, количество реальных и AI игроков. Здесь также можно обойтись стандартными настройками или вручную отрегулировать множество опций.
Каждый же играющий имеет свою расу, которую выбирает сам. Характеристики расы определяют стиль игры, давая уникальные преимущества в разных областях. Можно выбрать стандартную расу или создать свою собственную. Размер вселенной и плотность планет влияют на продолжительность игры, для начала лучше выбрать tiny или small. Сложность определяет насколько сильно будет играть AI, вполне, к слову сказать, вменяемый (AI все время играет по одному алгоритму, но на разных уровнях сложности у него разные по силе расы).
Удобным способом изучения игрового процесса является использование встроенной в Stars! учебной программы (англ. Tutorial). Сама же игра достаточно полно описана в справке (Help).

### Расы
В начале игры можно взять себе готовую расу из шести стандартных или создать свою. Сначала выбирается основная специализация (англ. Primary racial trait), одна из десяти доступных:
- Hyper-Expansion — гиперэкспансия: дешевые быстрые колонисты, плодовитость, уменьшение максимума населения;
- Super Stealth — скрытность: корабли труднее обнаружить, можно воровать ресурсы у соперников;
- War Monger — нападение: мощное оружие, недоступны минные поля и планетарная защита;
- Claim Adjuster — приспособление: автоматический терраформинг при колонизации, среда спонтанно улучшается;
- Inner-Strength — защита: совершенные средства защиты, оружие дороже и некоторые виды недоступны, корабли быстрее ремонтируются, жители планет успешнее противостоят десанту;
- Space Demolition — минирование: дешевые и совершенные минные поля;
- Packet Physics — пакеты минералов обретают множество полезных свойств;
- Interstellar Traveller — продвинутые звездные врата;
- Alternate Reality — раса живёт на орбите внутри планетарной базы, производство работает по-другому, при уничтожении базы население гибнет;
- Jack of All Trades — мастер на все руки: хорошо сбалансированная раса;

Также каждая специализация открывает доступ к уникальным технологиям.
После можно выбрать любое количество дополнительных характеристик (англ. Lesser racial trait).
Следующий шаг — выбор отношения расы к различным природным средам а также плодовитости, это определяет экспансивность расы. Далее уточняются способности расы к производству, а на последнем этапе — к исследованиям, индивидуально по каждой из шести областей.
Каждая характеристика, особенность или способность имеет свою цену, иногда отрицательную. В конце редактирования расы необходимо привести баланс к неотрицательной величине.

## Начало игры
В начале игры под управлением игрока находится одна планета (обычно) и небольшой космический флот. Чтобы преуспеть, необходимо гармонично развиваться по всем направлениям. Это, например, освоение территорий — надо посылать колонистов к перспективным свободным мирам. Надо строить фабрики для увеличения ежегодного производства, добывать полезные ископаемые путём строительства шахт на своих планетах, а также посылая специальные добывающие корабли к планетам не занятым (так используются планеты с большими залежами руд, но агрессивной средой). Надо вести исследования и конечно всячески препятствовать экспансии врагов, главным образом с помощью военных флотов.

### Главный экран игры
Игра имеет англоязычный интерфейс, который довольно сложен, но удобен, нетривиальные элементы снабжены подсказками.
На главном экране имеются следующие информационные и управляющие элементы:
- Меню игры и панель инструментов.
- Карта галактики.
- Свойства выбранного объекта.
- Характеристики выбранной планеты, текущее производство, флоты на орбите.
- Информационные сообщения о произошедших за последний ход событиях.

### Экспансия
Включает в себя разведку и колонизацию. Изначально игрок видит все планеты галактики, но не знает, какие из них свободны и насколько подходят для колонизации. Чтобы узнать свойства планеты, необходимо чтобы она попала в зону действия радара высокого разрешения (penetrating scanner) или с обычным радаром прилететь прямо на планету. После этого видно, кому принадлежит планета, каковы свойства её среды, и насколько она богата ископаемыми. Если планета подходит, то можно её колонизировать с помощью корабля, снабжённого модулем колонизации с колонистами на борту.
Если планета захвачена врагом, то её можно бомбить, а также захватить десантом своих колонистов. В случае десанта модуль колонизации не нужен, достаточно выгрузки колонистов с транспорта.

### Производство и добыча минералов
Определяют возможность и скорость строительства планетарных и орбитальных сооружений, а при наличии орбитальной базы — и флотов. Мощность производства измеряется в производимых «ресурсах» в год. Ресурсы производятся непосредственно колонистами, а также фабриками. Минералы добываются в шахтах. Есть три вида минералов, годовая добыча каждого зависит от количества шахт и концентрации минерала на планете.

### Добыча минералов с незанятых планет (remote mining)
Для добычи минералов с незанятых планет необходимо посылать к ним специальные флоты. Надо также наладить транспортировку добытых руд к местам их использования.

### Исследования
Чтобы получить доступ к новым технологическим возможностям необходимо вести исследования. Одновременно разрабатывается одна из шести ветвей технологий, игрок определяет какая. Можно задать процент ресурсов империи, отводимых на исследования. Кроме того, планеты, выполнившие все производственные задания, оставшиеся ресурсы направляют на исследования.

### Разработка конструкции кораблей
Существует множество типов кораблей и орбитальных станций, некоторые из которых доступны сразу, другие открываются при исследованиях. Тип корабля представляет собой каркас с несколькими слотами для разных устройств, а также предустановленные элементы, такие как броня и топливные баки.
Слева расположен список доступных устройств для размещения в слотах. Каждое устройство имеет цену в ресурсах и минералах. Стоимость готового корабля — аналогичный набор сумм всех материалов.

### Боевые действия
Игрок не контролирует бои непосредственно, он лишь указывает цели для флотов, а также боевые схемы — простые правила действия в той или иной ситуации. Космический бой начинается тогда, когда несколько враждебных флотов сходятся в одной точке карты (при этом необходимо, чтобы хотя бы один из кораблей имел на борту оружие и имел приказ к атаке). В конце каждого тура игроку приходит отчет о произошедших сражениях.

## Сиквел
Огромная популярность оригинальной Stars! убедила разработчиков в том, что продолжение будет востребовано. Разработчики Stars! сформировали компанию под названием Mare Crisium Studios и начали разработку игры Stars: Supernova Genesis. Предполагалось, что игра будет более развитой, со значительно лучшей графикой и исправленными недостатками оригинала вроде высокого уровня микроуправления.
Тем не менее, интерес издателей игр был слабым, поскольку в то время они сконцентрировались исключительно на игровых приставках и трёхмерной графике, так что в результате проект был заброшен. Права на внутриигровую графику оставались у Empire, пока не были выкуплены Zoo Games, подразделением Zoo Entertainment.
Идейным продолжением игры является Endless Space, выпущенная в 2012 году.